# Eschborn-Francoforte 2023
La Eschborn-Francoforte 2023, sessantesima edizione della corsa e valida come ventunesima prova dell'UCI World Tour 2023 categoria 1.UWT, si svolse il 1º maggio 2023 su un percorso di 203,8 km, con partenza da Eschborn e arrivo a Francoforte sul Meno, in Germania. La vittoria fu appannaggio del danese Søren Kragh Andersen, che completò il percorso in 4h51'27", alla media di 41,956 km/h, precedendo l'austriaco Patrick Konrad e l'italiano Alessandro Fedeli.

## Squadre e corridori partecipanti
| N.    | Cod. | Squadra                |
| ----- | ---- | ---------------------- |
| 1-7   | BOH  | Bora-Hansgrohe         |
| 11-17 | UAE  | UAE Team Emirates      |
| 21-27 | UXT  | Uno-X Pro Cycling Team |
| 31-37 | TBV  | Bahrain Victorious     |
| 41-47 | ADC  | Alpecin-Deceuninck     |
| 51-57 | DSM  | Team DSM               |
| 61-67 | LTD  | Lotto Dstny            |
| 71-77 | JAY  | Team Jayco AlUla       |
| 81-87 | COF  | Cofidis                |
| 91-97 | IPT  | Israel-Premier Tech    |

| N.      | Cod. | Squadra                           |
| ------- | ---- | --------------------------------- |
| 101-107 | TEN  | TotalEnergies                     |
| 111-117 | EFE  | EF Education-EasyPost             |
| 121-127 | ARK  | Team Arkéa-Samsic                 |
| 131-137 | ICW  | Intermarché-Circus-Wanty          |
| 141-147 | BWB  | Bingoal WB                        |
| 151-157 | Q36  | Q36.5 Pro Cycling Team            |
| 161-167 | GBF  | Green Project-BardianiCSF-Faizanè |
| 171-176 | TFB  | Team Flanders-Baloise             |
| 181-187 | BBH  | Burgos-BH                         |

## Ordine d'arrivo (Top 10)
| Pos. | Corridore         | Squadra     | Tempo     |
| ---- | ----------------- | ----------- | --------- |
| 1    | S. Kragh Andersen | Alpecin     | 4h'51'27" |
| 2    | Patrick Konrad    | Bora        | s.t.      |
| 3    | Alessandro Fedeli | Q36.5       | s.t.      |
| 4    | Marc Hirschi      | UAE         | s.t.      |
| 5    | Lorenzo Rota      | Intermarché | s.t.      |
| 6    | Georg Steinhauser | EF          | s.t.      |
| 7    | Georg Zimmermann  | Intermarché | s.t.      |
| 8    | Stephen Williams  | Israel      | s.t.      |
| 9    | Ben Hermans       | Israel      | s.t.      |
| 10   | Martin Marcellusi | Gr. Project | a 3"      |